# Horatio Gates
Horatio Gates (Maldon, 26 luglio 1727 – New York, 10 aprile 1806) è stato un generale britannico, durante la guerra d'indipendenza.
Proveniente dall'Esercito britannico, all'inizio del conflitto rivoluzionario era uno dei più esperti ufficiali a disposizione del generale George Washington di cui divenne Aiutante-generale svolgendo importanti compiti organizzativi. Assegnato al comando del settore settentrionale della guerra, nel 1777 diresse le operazioni che culminarono nella grande vittoria di Saratoga.
Dopo il brillante successo, divenne uno dei generali più famosi e influenti e venne in parte coinvolto nelle oscure manovre all'interno dell'esercito dirette a sostituire Washington. Trasferito al comando del settore meridionale, tuttavia venne pesantemente sconfitto nel 1780 dal generale Charles Cornwallis nella battaglia di Camden e fu destituito dal comando, perdendo gran parte del suo prestigio.

## Biografia
Gates nacque nel 1728 nella città di Maldon, nella contea di Essex, in Inghilterra da Robert Gates e Dorothea Hubbock. Nel 1749 scelse di arruolarsi nell'esercito britannico e prestò servizio in Nuova Scozia fino al 1750.
Nel 1755, nominato ufficiale, prestò servizio nell'esercito durante la guerra dei sette anni. Venne promosso maggiore nel 1772 ma preferì ritirarsi a vita privata in Virginia; qui aderì alla causa dei coloni rivoltosi.
Nel 1775 fu inquadrato nei ranghi dell'Esercito Continentale come brigadiere generale prima di diventare maggiore generale nel 1776.
Il 17 ottobre 1777, subentrato al comando al ferito Benedict Arnold durante la battaglia di Saratoga, costrinse il comandante inglese John Burgoyne alla resa.
Nel 1779 fu sospettato di aver preso parte al "complotto Conway" contro George Washington ma ne venne assolto. Nel 1780 venne inviato in Virginia per fermare l'avanzata inglese guidata da Charles Cornwallis. Il 16 agosto, venuto a contatto col nemico presso Camden, venne battuto e sostituito al comando da Nathanael Greene.
Rientrò nell'esercito nell'agosto del 1782. Morì il 10 aprile 1806 nella sua fattoria vicino a New York.